# فيلنوف دينترون
فيلنوف دينترون (بالفرنسية: Villeneuve-d'Entraunes)‏ هي بلدية فرنسية تقع في إقليم الألب البحرية من منطقة بروفنس ألب كوت دازور في جنوب شرق فرنسا. تبلغ مساحة هذه المدينة 28.2 (كم²)، وترتفع عن سطح البحر 950 م، يبلغ عدد سكانها 82 نسمة حسب إحصاء المعهد الوطني للإحصاء والدراسات الاقتصادية سنة 2009 م. وترأس Jean-Pierre Audibert البلدية خلال فترة (2008-2014).

## وصلات خارجية
- صفحة البلدية على موقع المعهد الوطني للإحصاء والدراسات الاقتصادية